# Pavillon de l'eau
Il Pavillon de l'eau è un luogo d'informazione e di sensibilizzazione sull'acqua appartenente alla Città di Parigi e gestita da Eau de Paris, regia municipale per la produzione e la distribuzione dell'acqua nella capitale francese. Eau de Paris vi propone un'esposizione permanente dedicata all'alimentazione idrica della città, esposizioni temporanee, animazioni per bambini (atelier pedagogici, proiezioni, spettacoli ecc.) e incontri tematici.

## Storia

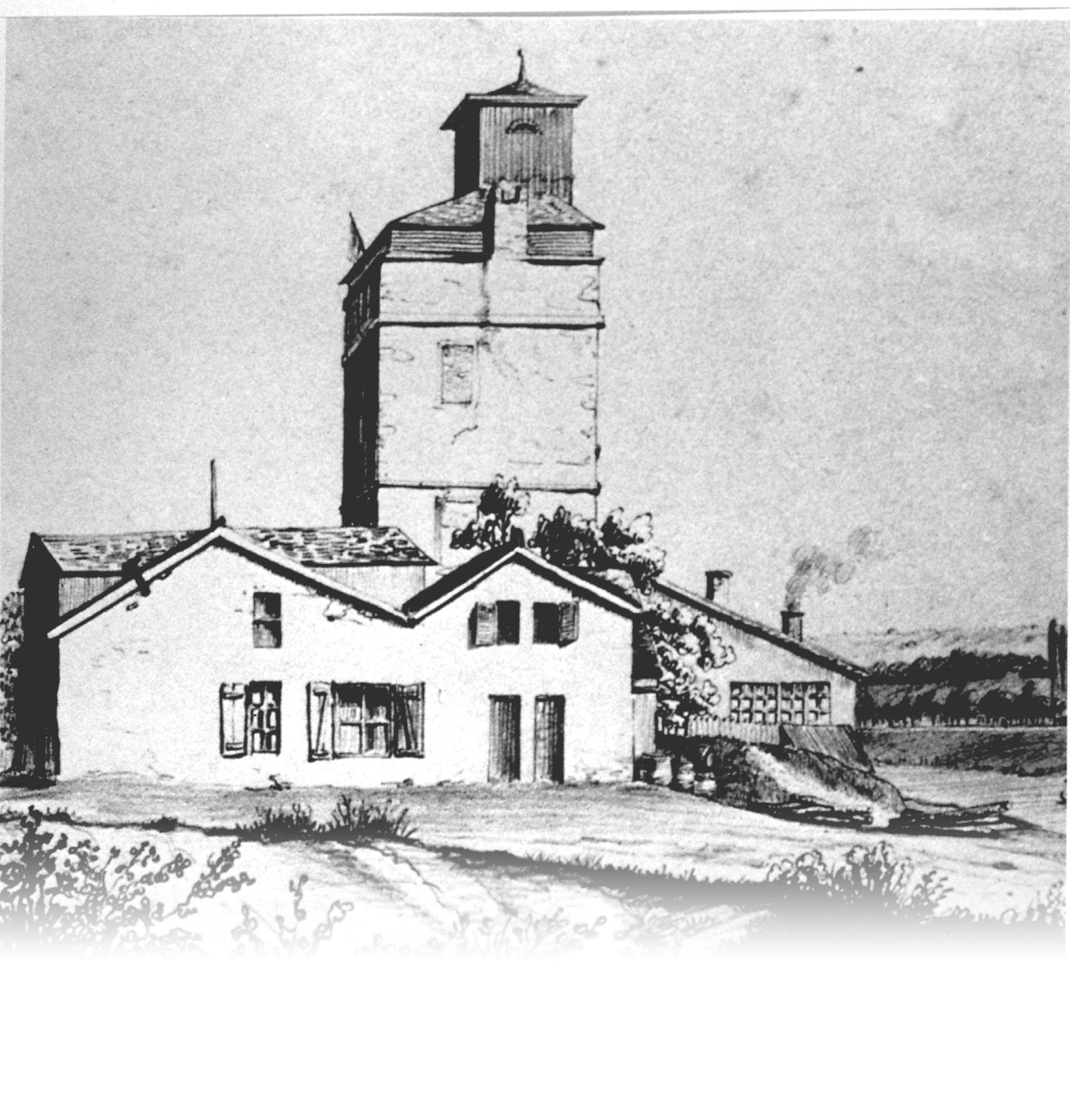
La pompa a vapore nel 1828

Nel 1828, sull'antica route de Versailles, viene installata una pompa a vapore al fine di pompare l'acqua della Senna per rifornire i comuni d'Auteuil e di Passy, allora indipendenti da Parigi.
Alla fine del XIX secolo, le vecchie pompe a vapore sono ormai desuete. Di conseguenza il consiglio municipale di Parigi vota la realizzazione di una nuova stazione di pompaggio che benefici delle più recenti innovazioni. La stazione (detta stazione A) è composta da due edifici, la sala macchine e la sala delle caldaie, entrambi caratterizzati da un corpo in mattoni e da ampi tetti sormontati da lucernari che permettono un'ampia ventilazione e illuminazione.
Tuttavia, anche questa nuova stazione di pompaggio diviene presto antiquata, soprattutto per quanto riguarda il suo consumo energetico in carbone. Così, alla fine della prima guerra mondiale viene lanciato un nuovo progetto da affiancare alla pompa già esistente, la stazione B, che dal 1952 sarà alimentata elettricamente. Nel 1955, la stazione A viene smantellata e la sala macchine utilizzata inizialmente come garage, poi come sede di servizi amministrativi fino alla sua conversione, nel 2007, in Pavillon de l'eau.

## Esposizione permanente

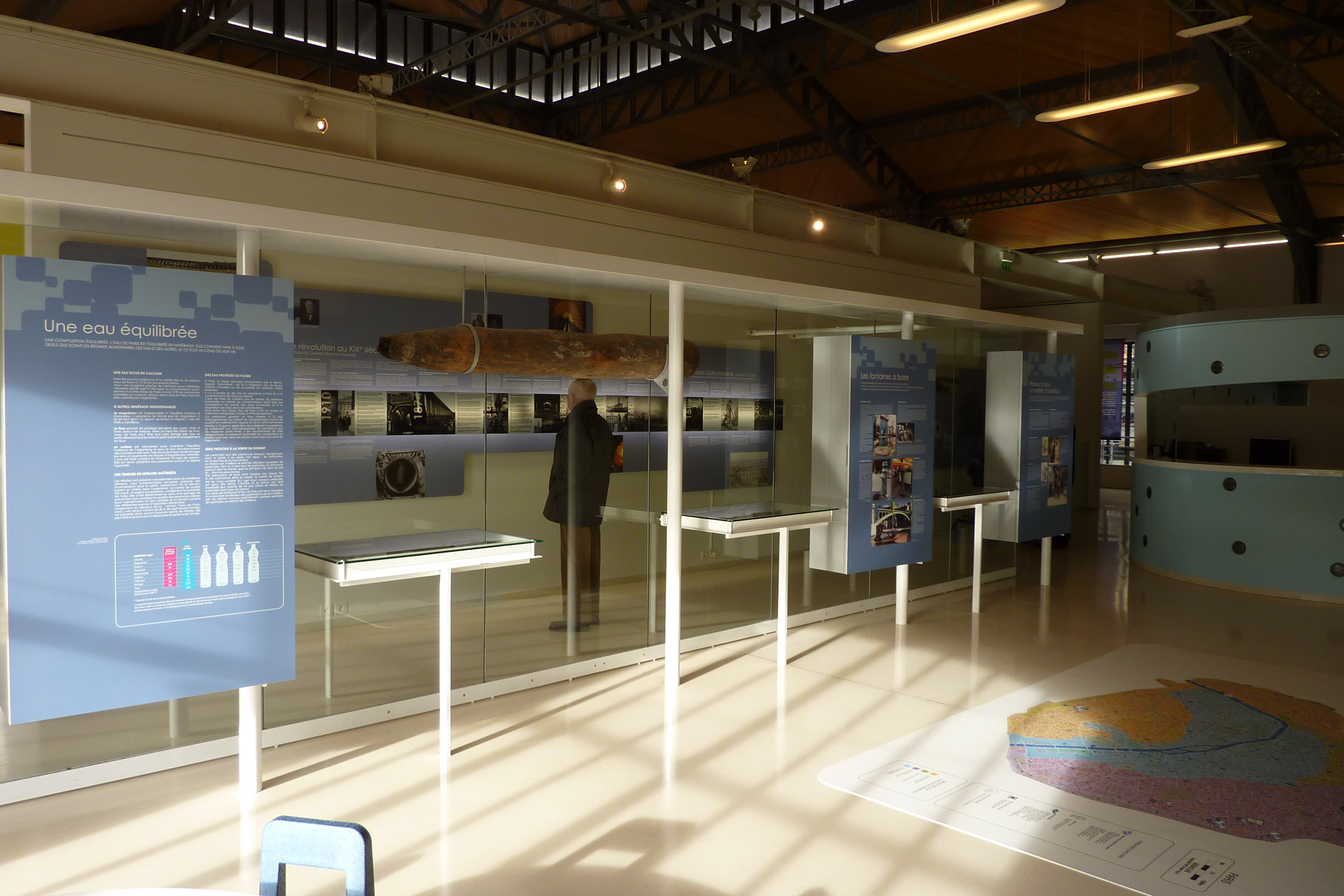
Esposizione permanente

Alimenter Paris en eau presenta un'esposizione sull'alimentazione idrica di Parigi e la sua storia dagli acquedotti romani ai nostri giorni..
La storia dell'acqua di Parigi è una lunga « epopea » nella quale la Senna è protagonista. Parigi è nata ed è cresciuta con l'acqua. Dall'inizio della nostra era, quando Parigi si chiamava ancora Lutezia, la città ha conosciuto quattro differenti periodi di produzione e distribuzione dell'acqua. L'epoca romana, il Medioevo, l'epoca moderna e la rivoluzione industriale del XIX secolo. Quest'ultima rappresenta un periodo fondamentale dell'evoluzione dell'approvvigionamento idrico della città in quanto vede la nascita  del servizio pubblico della città..

## Galleria esposizioni temporanee

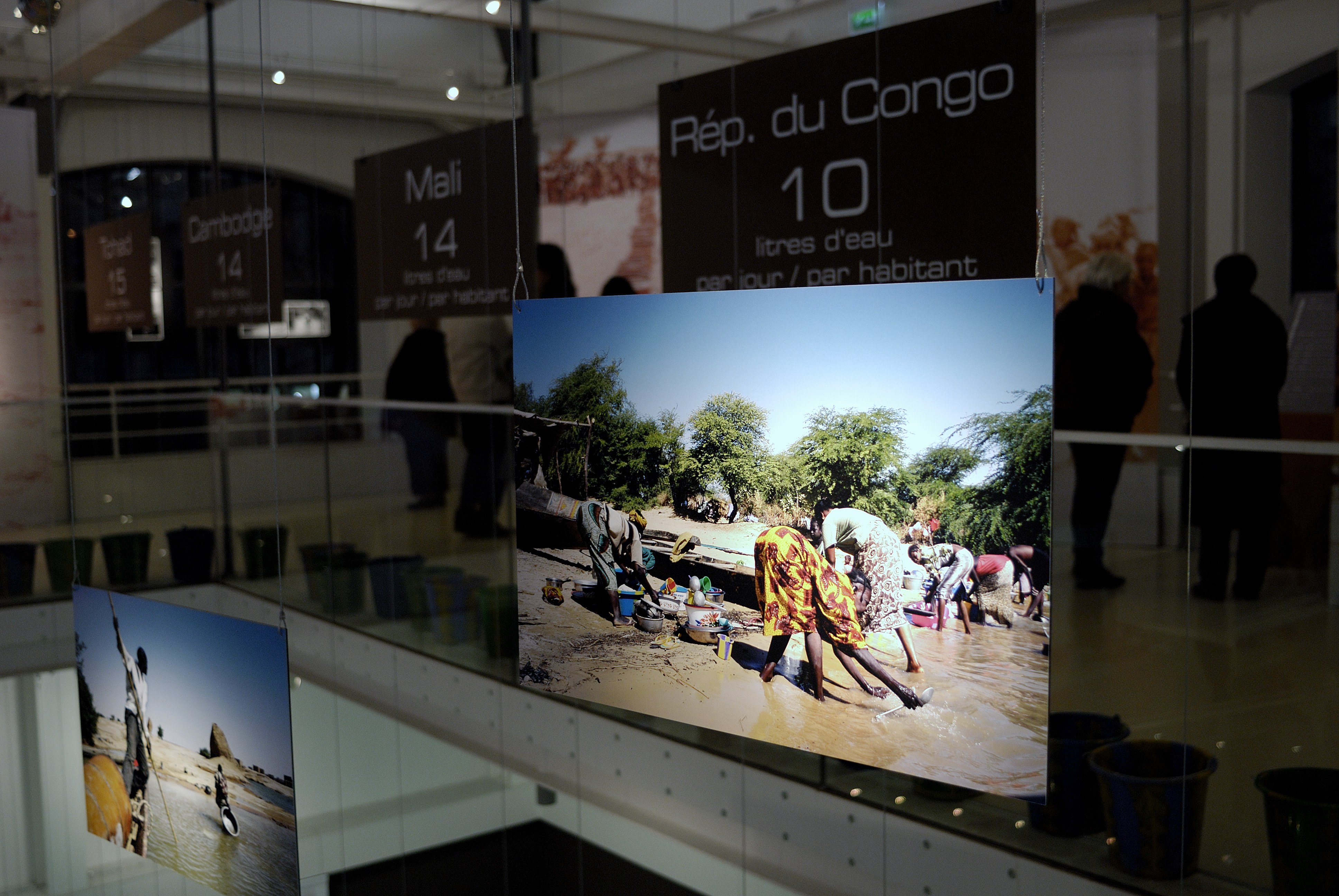
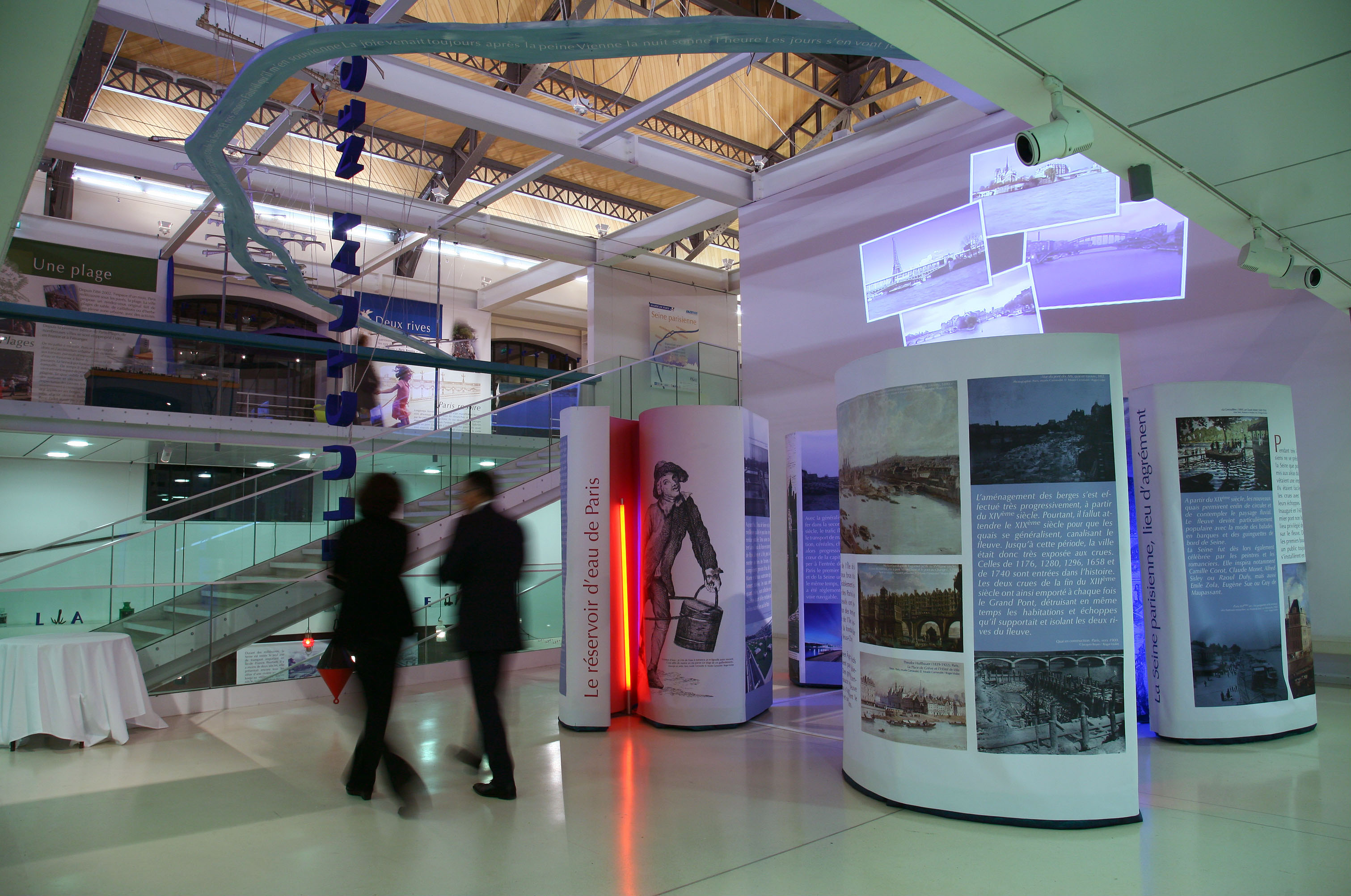
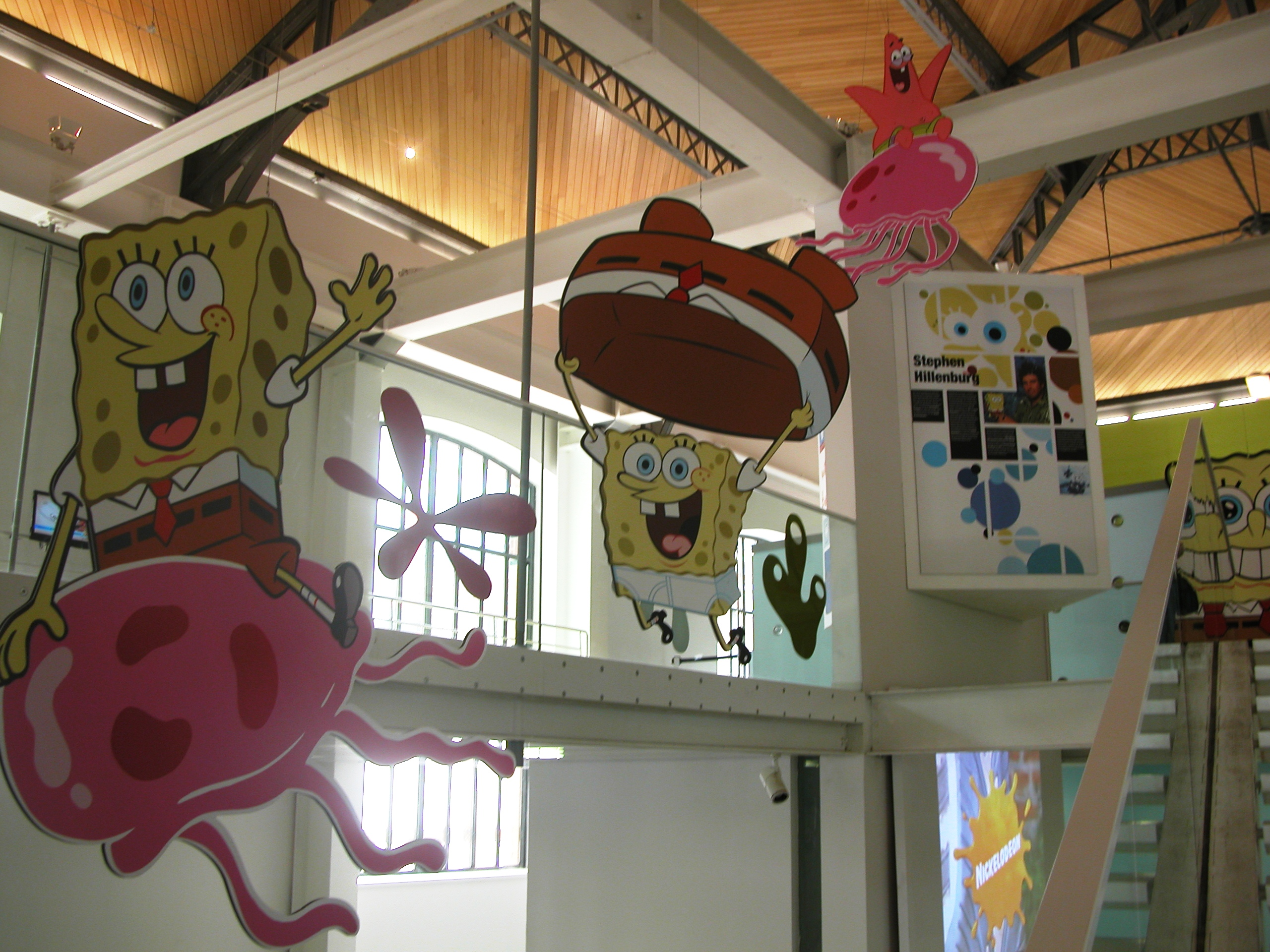
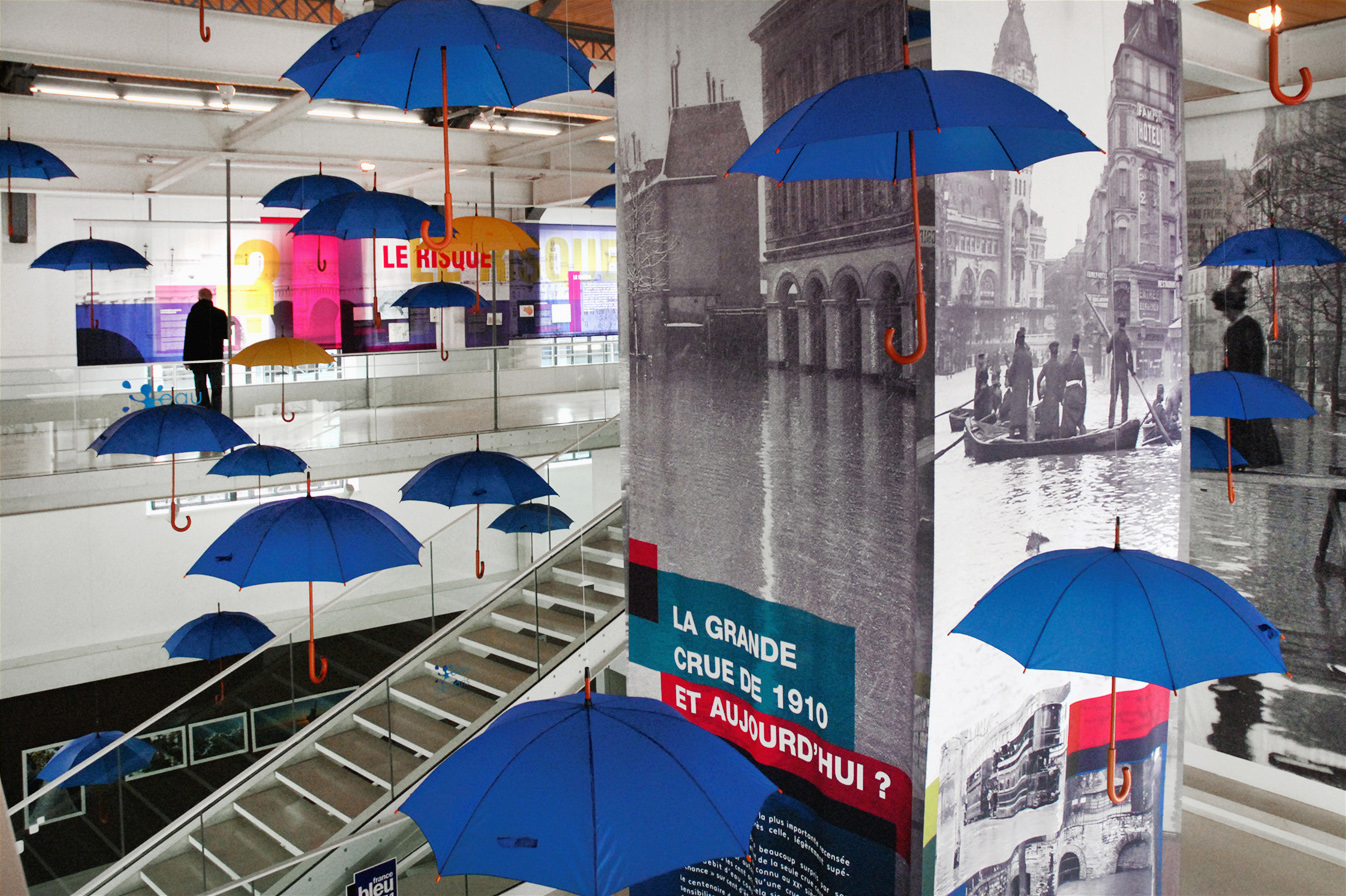
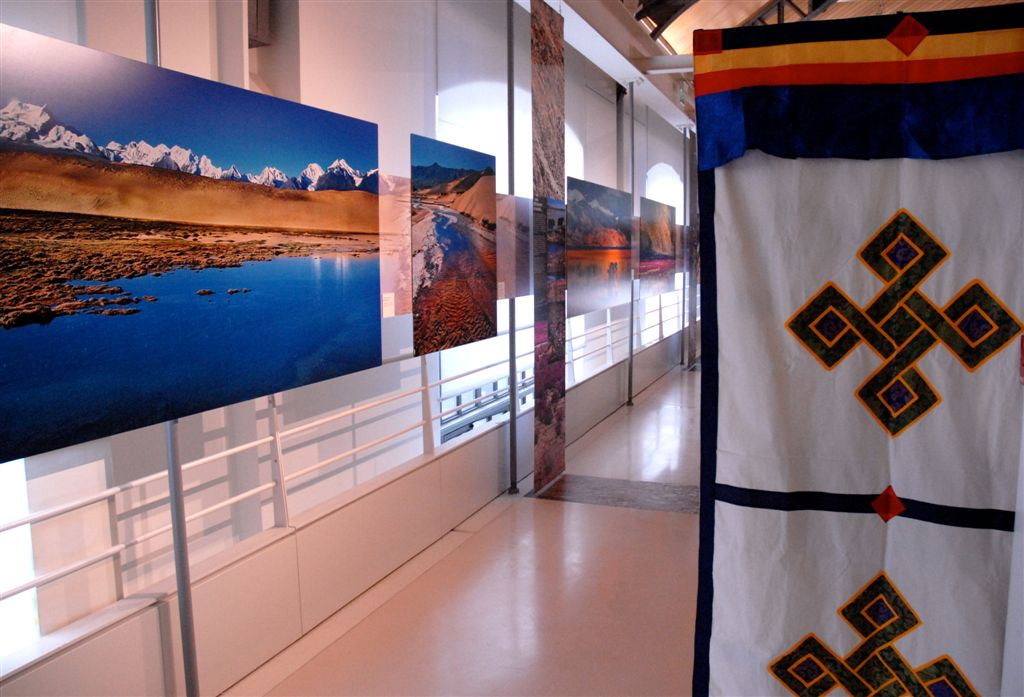
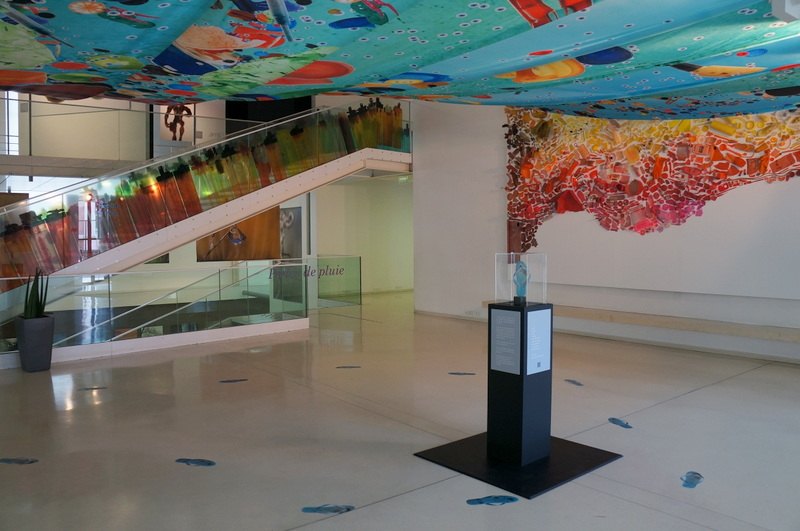
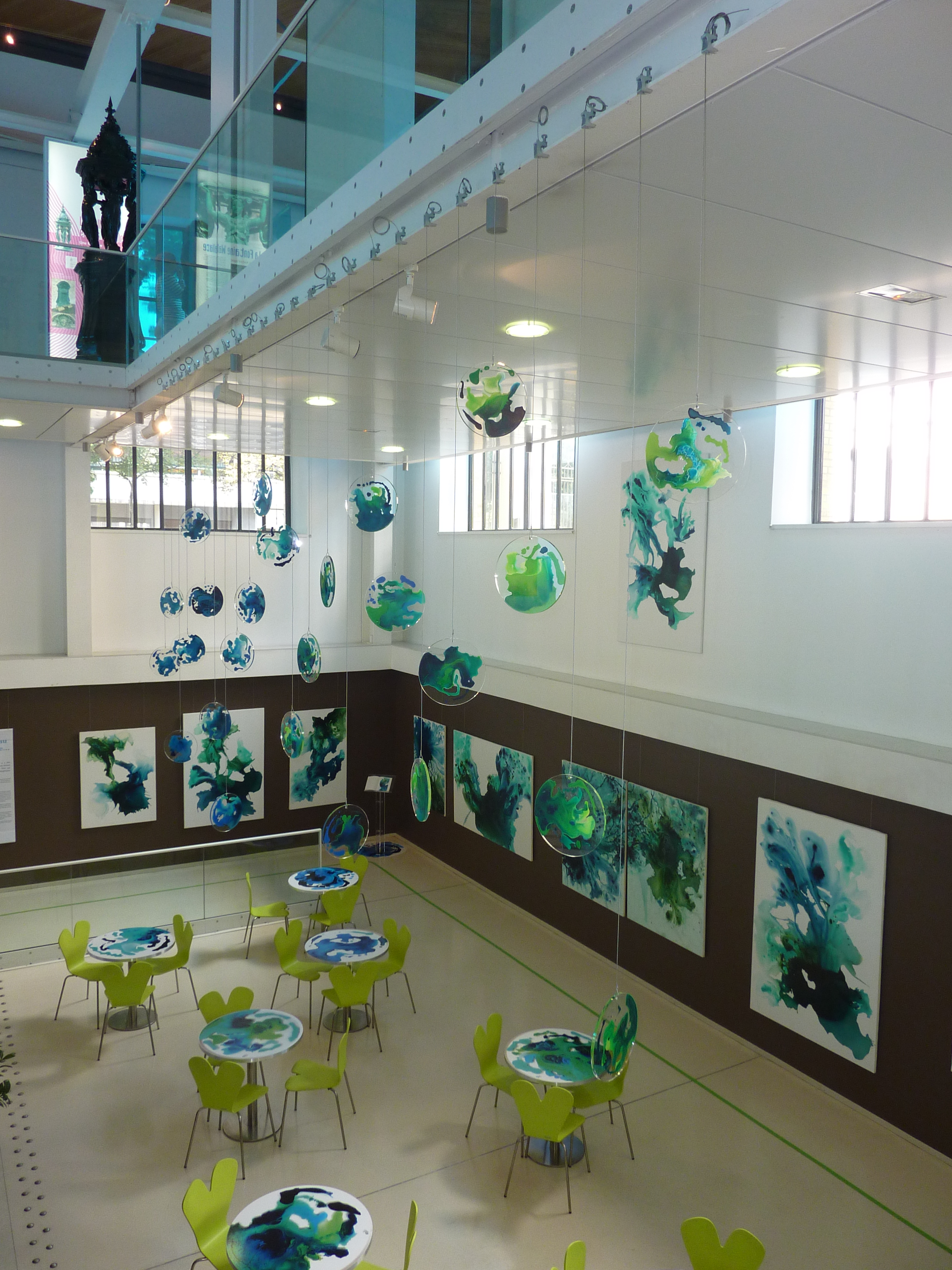
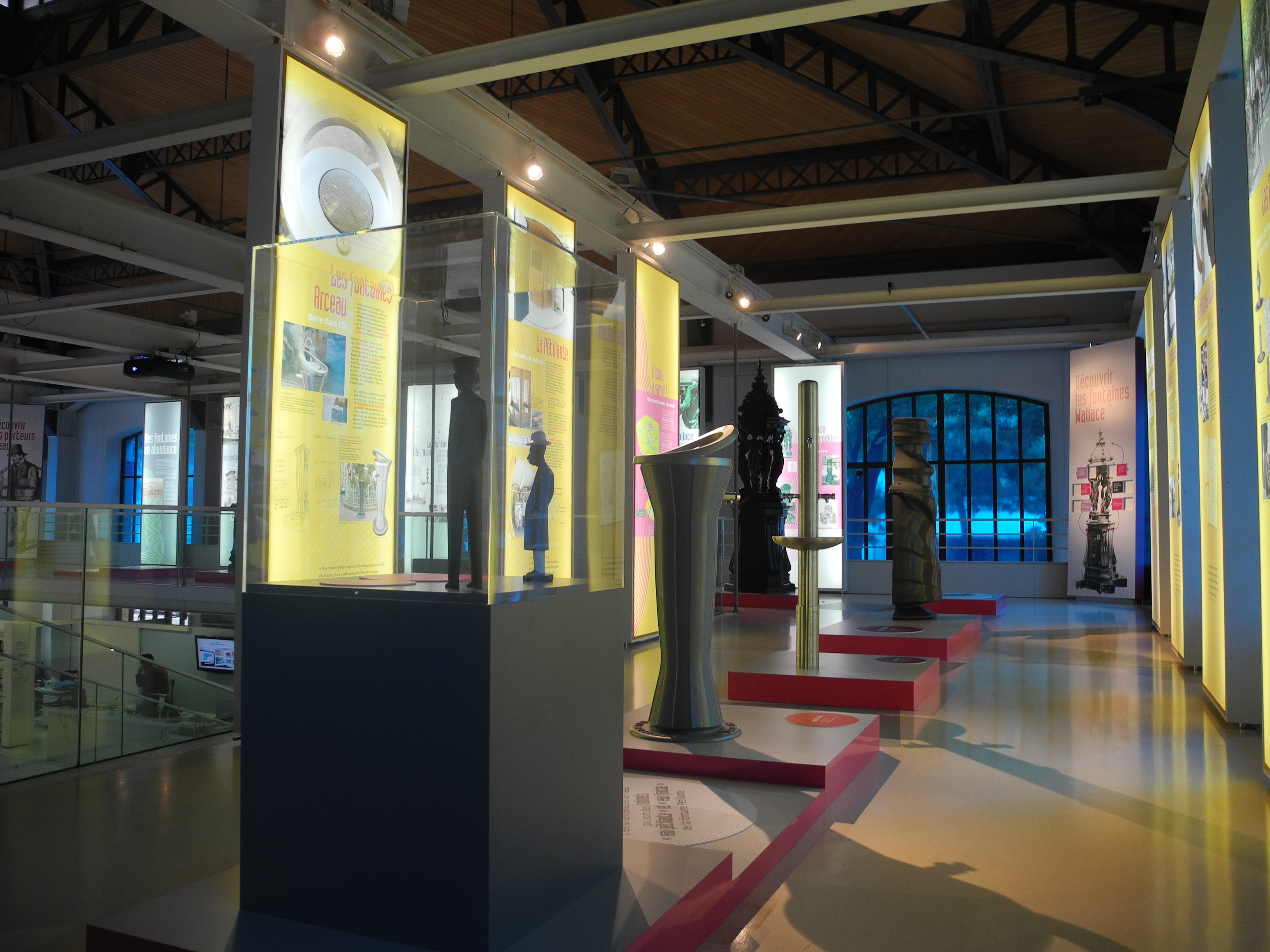
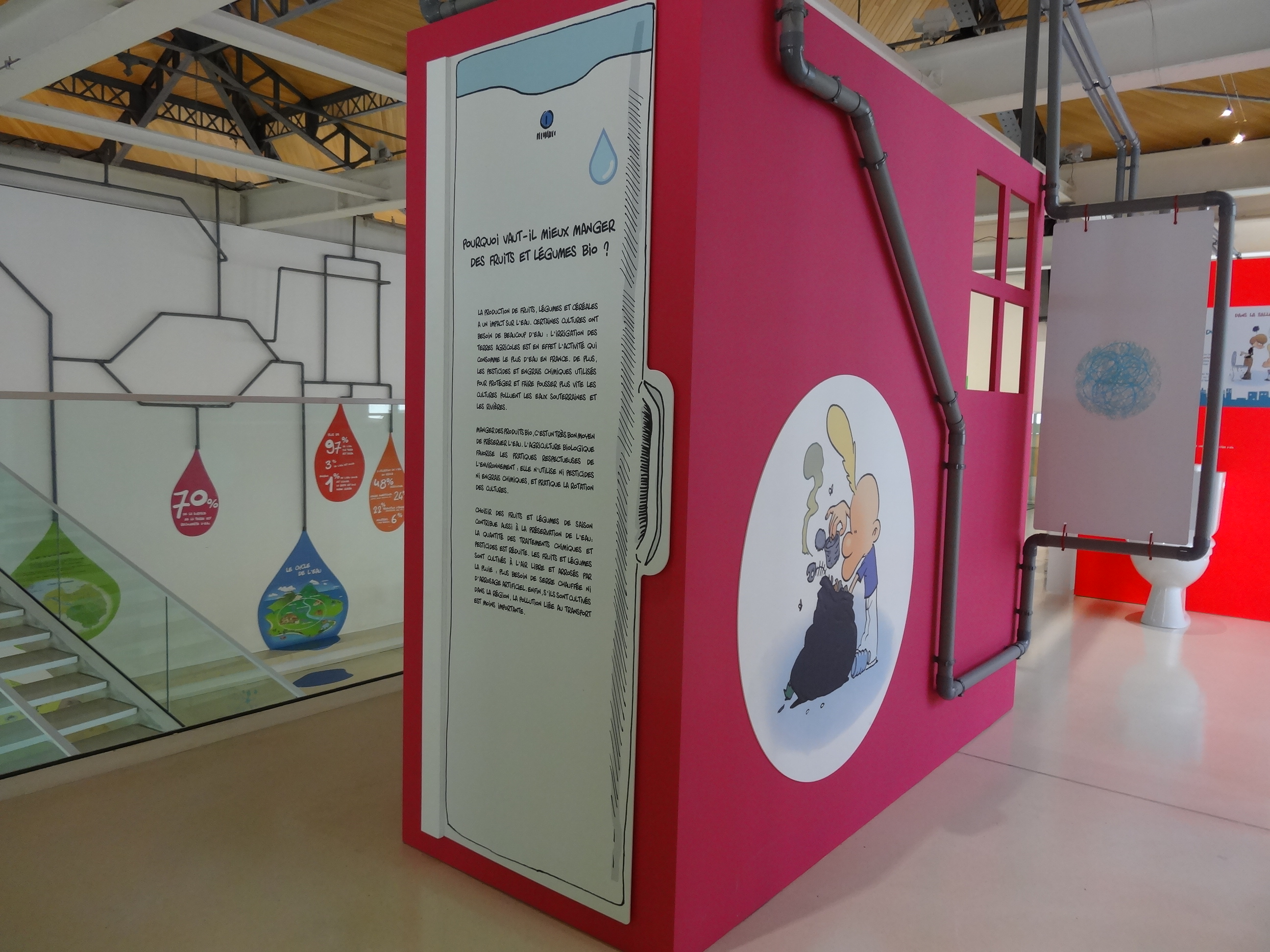
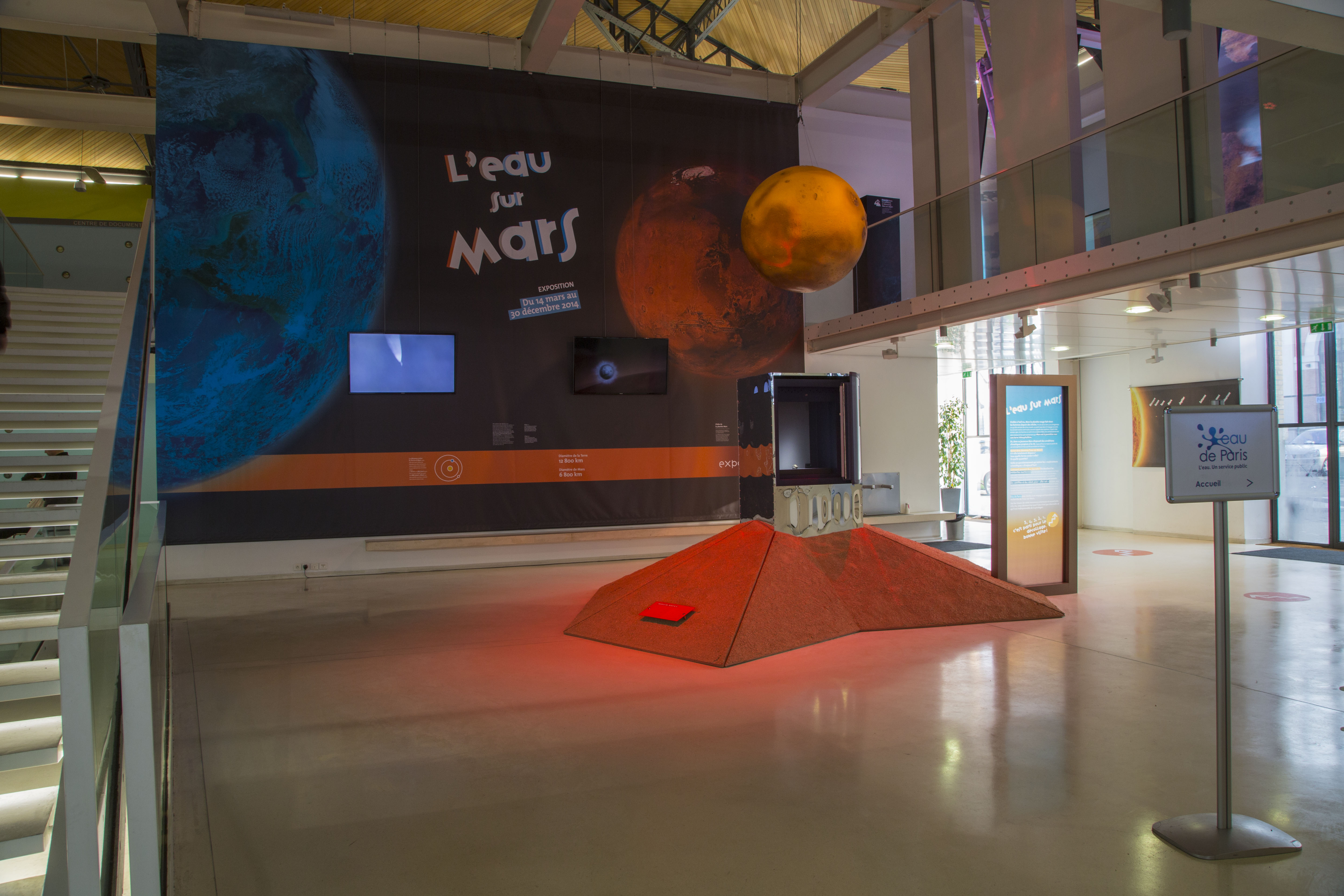
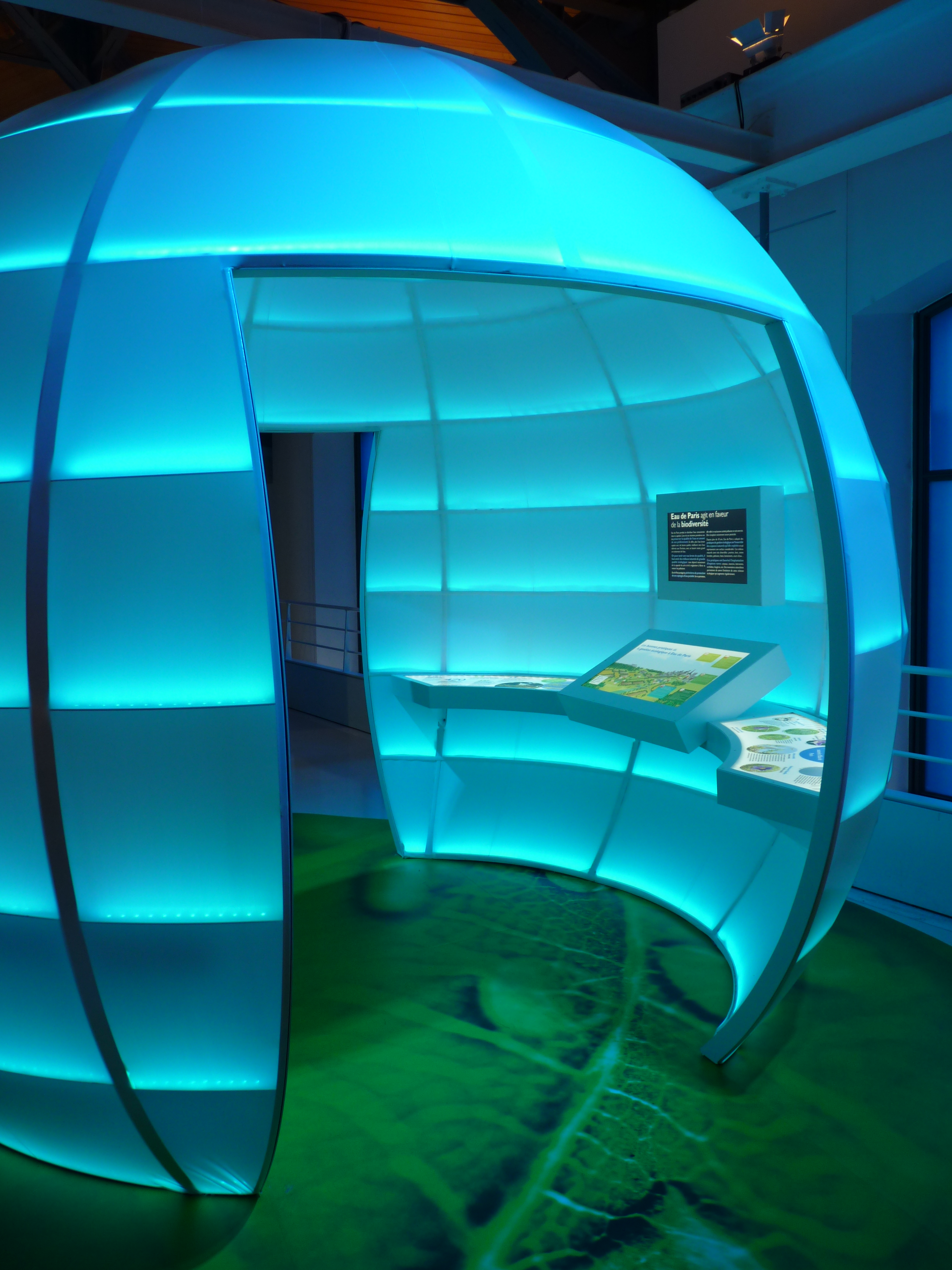